# Usmaň (řeka)
Usmaň (rusky Усмань) je řeka ve Voroněžské a v Lipecké oblasti v Rusku. Je 151 km dlouhá. Povodí má rozlohu 2840 km².

## Etymologie
Název Usmaň je vysledován k perskému slovu asman - kámen. Název řeky neodpovídá přírodním rysům Usmaně a byl pravděpodobně přenesen osadníky z Černigovského knížectví z řeky Esman (levý přítok Děsny).
Existuje zde také několik variant legend, že název řeky pochází z tatarského slova a znamená krásná. Legendy vypráví o krásné tatarské dívce utopené v řece.

## Průběh toku
Pramení na Ockodonské rovině a protéká skrze ní. Ústí zleva do Voroněže (povodí Donu).

## Vodní stav
Zdrojem vody jsou převážně sněhové srážky. Průměrný roční průtok vody ve vzdálenosti 117 km od ústí činí 1,99 m³/s. Zamrzá v listopadu až na začátku prosince a rozmrzá na konci března až v dubnu.

## Využití
Využívá se k zásobování vodou. Na řece leží město Usmaň. V povodí řeky byla založena Voroněžská přírodní rezervace.